# Kanton Belpech
Kanton Belpech (fr. Canton de Belpech) je francouzský kanton v departementu Aude v regionu Languedoc-Roussillon. Skládá se z 12 obcí.

## Obce kantonu
- Belpech
- Cahuzac
- Lafage
- Mayreville
- Molandier
- Pécharic-et-le-Py
- Pech-Luna
- Peyrefitte-sur-l'Hers
- Plaigne
- Saint-Amans
- Saint-Sernin
- Villautou